# Genista canariensis
Genista canariensis es una especie de arbusto perteneciente a la familia de las fabáceas. Es nativa de las Islas Canarias, pero se encuentra como especie introducida en Europa, principalmente en España peninsular.

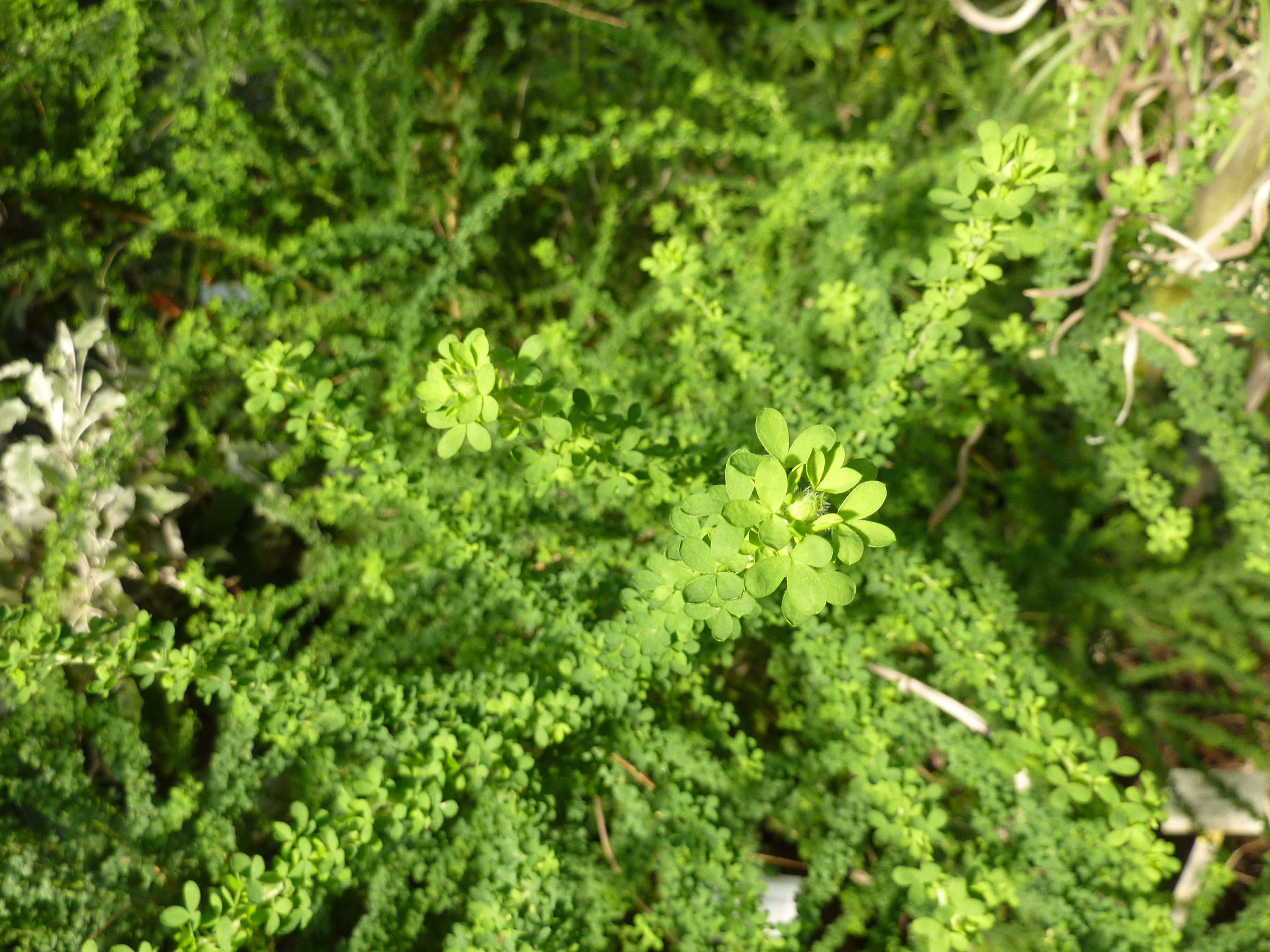
Vista de la planta

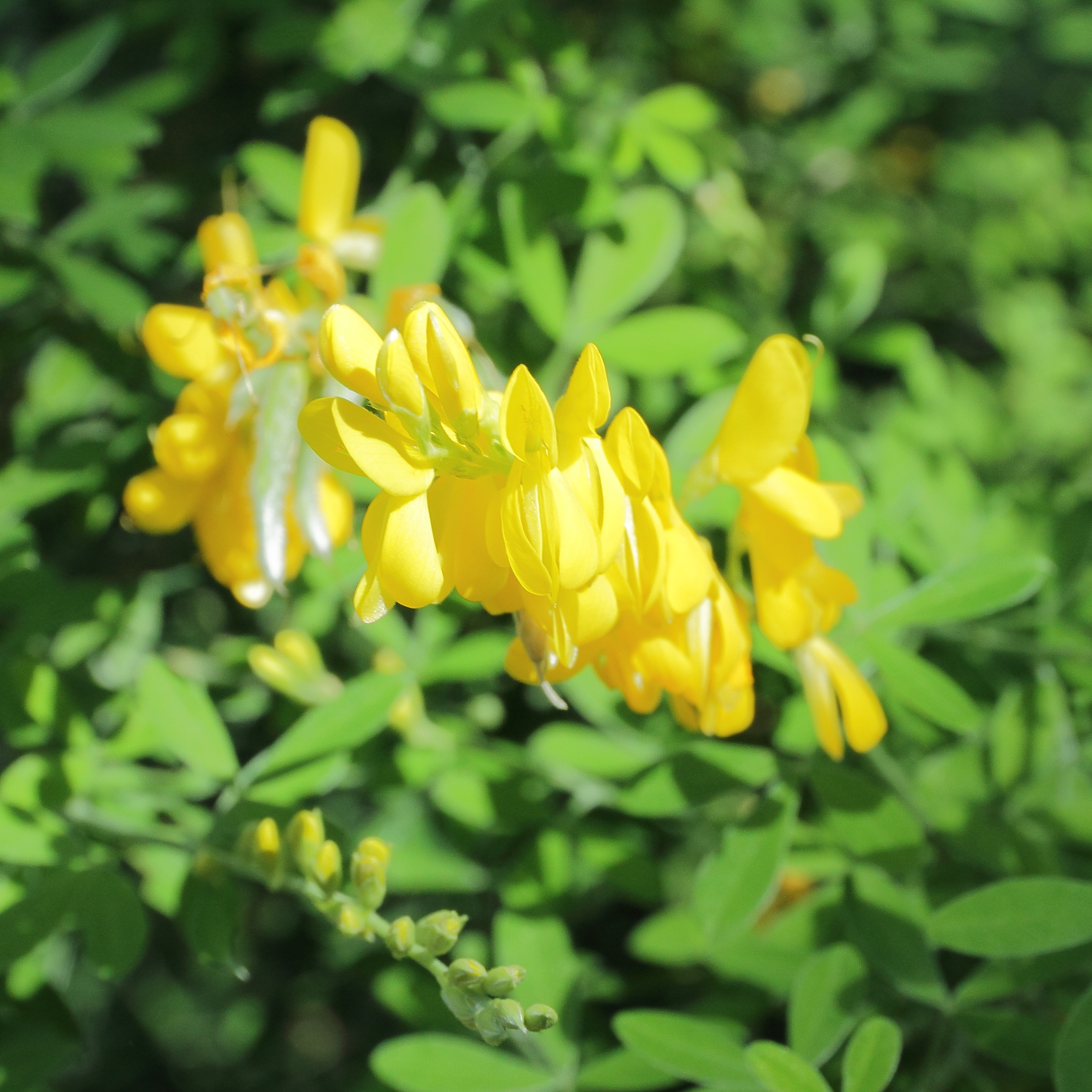
Inflorescencia

## Descripción
Es una leguminosa arbustiva con tallos verdes peludos. Las hojas se componen de foliolos en forma de óvalos de  hasta un centímetro de largo y densamente pilosas en el envés. La inflorescencia en forma de racimo tiene hasta 20 brillantes flores amarillas. El fruto es una vaina leguminosa uno a dos centímetros de largo que contiene varias semillas de color marrón oscuro.
Pertenece al grupo de especies cuyas flores tienen un pétalo estandarte pubescente hacia el ápice. Las ramas, hojas y cáliz son sedosos y los foliolos de las hojas, obovados y no intrincados. Las legumbres poseen pelos cortos.

## Taxonomía
Genista canariensis fue descrita por Carlos Linneo y publicado en Species Plantarum 2: 709–710. 1753.
Etimología
Genista: nombre genérico que proviene del latín de la que los reyes y reinas Plantagenet de Inglaterra tomaron su nombre, planta Genesta o plante genest, en alusión a una historia que, cuando Guillermo el Conquistador se embarcó rumbo a Inglaterra, arrancó una planta que se mantenía firme, tenazmente, a una roca y la metió en su casco como símbolo de que él también sería tenaz en su arriesgada tarea. La planta fue la  llamada planta genista en latín. Esta es una buena historia, pero por desgracia Guillermo el Conquistador llegó mucho antes de los Plantagenet y en realidad fue Godofredo de Anjou que fue apodado el Plantagenet, porque llevaba un ramito de flores amarillas de retama en su casco como una insignia (genêt es el nombre francés del arbusto de retama), y fue su hijo, Enrique II, el que se convirtió en el primer rey Plantagenet. Otras explicaciones históricas son que Geoffrey plantó este arbusto como una cubierta de caza o que él la usaba para azotarse a sí mismo. No fue hasta que Ricardo de York, el padre de los dos reyes Eduardo IV y Ricardo III, cuando los miembros de esta familia adoptaron el nombre de Plantagenet, y luego se aplicó retroactivamente a los descendientes de Godofredo I de Anjou como el nombre dinástico.
canariensis: epíteto geográfico que alude a su localización en las Islas Canarias.
Sinonimia
- Cytisus canariensis
- Cytisus hillebrandii
- Cytisus ramosissimus
- Genista hillebrandii
- Teline canariensis[3]

## Nombres comunes
Se conoce como "retamón canario o retama  de monte".